# Nightflight
Nightflight är Budgies nionde album, släppt 1981 på RCA Records.

## Låtlista
1. "I Turned to Stone" (6:11)
2. "Keeping a Rendezvous" (3:45)
3. "Reaper of the Glory" (3:50)
4. "She Used Me Up" (3:17)
5. "Don't Lay Down and Die" (3:35)
6. "Apparatus" (2:52)
7. "Superstar" (3:28)
8. "Change Your Ways" (4:22)
9. "Untitled Lullaby" (1:16)